# Sir William Jardine, 7:e baron Applegirth
Sir William Jardine, 7:e baron Applegirth, född 23 februari 1800 i Edinburgh, död 21 november 1874 i Sandown på Isle of Wight, var en skotsk naturhistoriker och ornitolog.
Jardine gjorde naturhistorien tillgänglig för alla samhällsskikt i det viktorianska samhället genom att redigera och ge ut det enormt populära The Naturalist's Library i 40 band (1833–1843). Bokverket var uppdelat i fyra huvudavsnitt: ornitologi (14 band), däggdjur (13 band), entomologi (7 band) och iktyologi (6 band), var och en utarbetad av en ledande naturforskare. James Duncan skrev om insekterna. Bland konstnärerna som svarade för illustrationerna fanns Edward Lear. Verket gavs ut i Edinburgh av W.H. Lizars. Dess frontespis är ett porträtt av Pierre André Latreille.
Bland Jardines övriga utgivning finns en upplaga av Gilbert Whites Natural History of Selborne som återupprättade Whites rykte, Illustrations of Ornithology(1825–1843) och en prisvärd utgåva av Alexander Wilsons Birds of America.
Jardine var auktor för ett antal fågelarter, antingen ensam eller tillsammans med vännen Prideaux John Selby.